# شیتاگوا ناگوچی
شیتاگوا ناگوچی (انگلیسی: Shitagau Noguchi; ۲۶ ژوئیهٔ ۱۸۷۳ – ۱۵ ژانویهٔ ۱۹۴۴) کارآفرین اهل ژاپن بود، که در سال ۱۹۰۶ شرکت چیسو را تأسیس کرد.